# Camille Claus
Pour les articles homonymes, voir Claus.
Camille Claus est un peintre et graveur français né à Strasbourg le 30 septembre 1920, et mort dans la même ville le 2 juillet 2005.
Il est « un des artistes alsaciens majeurs du XXe siècle », d'abord expressionniste, puis abstrait et figuratif. Il fut aussi dessinateur, poète, sérigraphe et enseignant à l'École supérieure des arts décoratifs de Strasbourg. Il était proche des peintres Auguste Herbin et Jean Arp.

## Biographie
Camille Claus est né le 30 septembre 1920, ses parents étant Camille Claus (1889-1948), boucher à Strasbourg, et son épouse née Caroline Lehmann (1895-1973), originaire de Soufflenheim où son père Joseph Lehmann (1885-1968) exerce la profession de potier.
Élève de Louis-Philippe Kamm, Luc Hueber et René Hetzel à l'École supérieure des arts décoratifs de Strasbourg durant la Seconde Guerre mondiale (1940-1942), Camille Claus est déporté, en tant que « peintre décadent » au camp de Schirmeck, puis incorporé de force dans l'armée nazie pour le front russe, arrêté et interné au camp 188 de Tambov en Union soviétique. Il laisse une œuvre fortement marquée par son expérience de la Seconde Guerre mondiale : au retour du camp de concentration, ce sont surtout des sujets dramatiques et violents, « d'une force émotionnelle intense », qu'il peindra. Travaillant auprès d'Auguste Herbin, il se tournera ensuite vers l'abstraction jusqu'au début des années 1950 avant de faire une incursion très longue dans le figuratif, mais en dehors des courants contemporains.
Camille Claus expose pour la première fois à Strasbourg en 1949 avant de présenter son œuvre à la galerie Creuze de Paris à partir de 1953. En 1955 et 1956, il travaille dans l'atelier de Johnny Friedlaender Les dernières années de sa création ont connu une jubilation colorée contrastant avec la sobriété de son œuvre antérieure : c'est en 1981 que Gérald Schurr peut observer que, s'il pratiqua « un art abstrait post-cubiste aux éléments schématiques et géométriques indiqués, comme chez Herbin, en couleurs pures, son art s'est assoupli et son inspiration s'oriente dès lors vers l'onirisme ». Il était aussi l'auteur de plusieurs publications poétiques publiées en Alsace, il a également illustré les ouvrages poétiques de nombreux auteurs tels Françoise Urban-Menninger (L'âme éclose, L'or intérieur), Anne-Marie Soulier, André Muller, Marguerite Gable…
En 2000 le musée historique de Haguenau lui consacre une rétrospective. La même année, il fait une apparition sur le disque L'Ombre et la Demoiselle du groupe strasbourgeois Weepers Circus.
Camille Claus se suicide le 2 juillet 2005 à Strasbourg.
Depuis 2006, une école maternelle située à Koenigshoffen, au no 9 rue Gerlinde, ainsi que le centre socio-culturel du même quartier, portent désormais son nom. À Eschau, le Centre culturel et sportif porte également son nom.

## Œuvres

### Illustrations bibliophiliques
- Pour Eschyle, suite de seize lithographies originales sous couverture noire par Camille Claus, soixante-cinq exemplaires numérotés, 1949.
- Ouvrage collectif (préface de Hans Haug), Artisans et ouvriers d'Alsace, Publications de la Société savante d'Alsace et des régions de l'est, Librairie Istra, 1965.
- Camille Claus, Frédéric le peintre, lithographies originales de Camille Claus, aux dépens d'un groupe de bibliophiles, 1966.
- Anthologie réunie par Madeleine et Théodore Lang, Vers et proses d'Alsace, lithographies originales de Camille Claus; Les Bibliophiles de l'est, 1967.
- Bernard Schmitt, dix-neuf contes pour innocents voyageurs et coupables adultes, illustrations de Camille Claus, Éditions Kent-Segep, 1976.
- Hervé David, Eaux lourdes, je tire mon char à coups de silence, dessins de Camille Claus, Éditions L'Athanor, Paris, 1979.
- Jacques Flamand, Été d'aube, poèmes enrichis d'une suite de dessins de Camille Claus intitulée Suite sensuelle, Éditions Naaman, 1980.
- Béatrice Kad, Rupture, déploiement, illustrations de Camille Claus, Éditions Pinson, 1982.
- Camille Claus, Une mythologie du Rhin, préface d'Adrien Fink, trente-huit sérigraphies en couleurs de Camille Claus, cent cinquante exemplaires numérotés, Éditions Antoine Graff, Strasbourg, 1986.
- Auguste Wackenheim, Geister üs'em Elsàss, dessins de Camille Claus, Éditions Oberlin, Strasbourg,1986.
- Lucien Baumann, Brûlures du silence - Poèmes élégiaques, illustrations de Camille Claus, deux cent quatre-vingt-dix-neuf exemplaires numérotés, Éditions Oberlin, Strasbourg, 1989.
- Françoise Urban-Menninger, L'or intérieur, poèmes enrichis d'aquarelles et lavis de Camille Claus, Editinter, 1997[9].
- Françoise Urban-Menninger, "L'âme éclose", poèmes avec en couverture une aquarelle (rose) de Camille Claus, Pays d'Herbes 1997
- Conrad Winter, La chanson en images, illustrations en couleurs de Camille Claus, BF Éditions, 2002.
- Charles Mitschi, Tambov : chronique de captivité, illustrations de Camille Claus et Albert Thiam, Éditions J. Do Bentzinger, Colmar, 2002.
- Maurice Carême, Et puis après (poèmes), couverture de Camille Claus, Les cahiers d'Arfuyen, 2004.
- François Arnold et André Weckmann, Elsassischi Liturgie : essai d'une liturgie en dialecte alsacien, illustrations de Camille Claus, Éditions Hirlé, 2004.
- Matthieu Arnold, Un enfant nous est né - Pensées et regard sur Noël, illustrations de Camille Claus, Le Verger éditeur, Strasbourg, 2005.
- André Muller, L'envers du temps, illustrations de Camille Claus, Éditions Diateino, 2005.

### Publications
- Une mythologie alsacienne, suivi de Le démon du voyage et Frédéric le peintre, avant-propos de Claude Vigée, Strasbourg, L'Association Jean-Baptiste Weckerlin, 1972.
- La traversée de l'ombre, suivi de La vie cachée, pièce en trois actes, Éditions Oberlin, 1988.
- Une pensée vive : trente ans de chroniques dans la revue « Élan », Strasbourg, B.F. Éditions, 2009.

## Expositions

### Expositions personnelles
- Galerie Aktuarius, Strasbourg, 1946, 1949.
- Galerie Bergamasques, Paris, 1948.
- Galerie Suillerot, Paris, 1948, 1968.
- Galerie Raymond Creuze, Paris, 1953, 1960, 1966[4].
- Galerie Mourgue, Paris, 1958[10].
- Maison d'art alsacienne, Strasbourg, 1966, 1973, 1975, 1978.
- Galerie Landwerlin, Strasbourg, 1970, 1971.
- Musée historique d'Haguenau, 1974.
- Camille Claus, parcours d'un peintre, Ancienne douane de Strasbourg, décembre 1976 - janvier 1977.
- Ancienne douane de Strasbourg, 1983.
- Camille Claus - Les cinq sens, Maison d'art alsacienne, 1984.
- Camille Claus - Hommage à la Reine Mathilde (partenariat Galerie Raymond Creuze), Verneuil-sur-Avre, avril-septembre 1987.
- Jeux et fêtes dans l'œuvre de Goethe, université Marc-Bloch, Strasbourg, 1999.
- Camille Claus - La vie est un songe, musée historique de Haguenau, juin-octobre 2000[11].
- Confusion et unité - Peintures de Camille Claus, église Saint-Jacques-le-Majeur de Kuttolsheim, juin-août 2002.
- L'artiste et son double, musée d'art moderne et contemporain de Strasbourg, 2003.
- Diogène aujourd'hui, conseil général du Bas-Rhin, Strasbourg, 2004.
- Hommage à Camille Claus - Présentation de la série "Diogène", musée d'art moderne et contemporain de Strasbourg, septembre-octobre 2005.
- Hôtel de ville de Schiltigheim, décembre 2009.

### Expositions collectives
- Salon de mai, Paris, 1946, 1947.
- Salon des moins de trente ans, Paris, 1946-1947.
- Salon des réalités nouvelles, Paris, 1950[5].
- La Figuration narrative dans l'art contemporain - Gilles Aillaud, Eduardo Arroyo, Camille Claus, Antonio Recalcati, galerie Raymond Creuze, Paris, octobre 1965[5].
- De Bonnard à Baselitz - Dix ans d'enrichissements du Cabinet des estampes, Bibliothèque nationale de France, 1992[12].
- Salon de peinture et de sculpture d'Eckbolsheim, 1996 (camille Claus, invité d'honneur), 2012 (Hommage à Camille Claus).
- Marc Ledogar - Dialogue avec Camille Claus, salle Roger-Corbeau, Haguenau, novembre-décembre 2009.
- Hommage à Conrad Winter, poète engagé, musée historique de Haguenau, novembre 2011 - janvier 2012.
- L'art en guerre, musée d'art moderne de la ville de Paris, décembre 2012 - février 2013[13].
- L'œil du collectionneur - Collections privées strasbourgeoises, musée d'art moderne et contemporain de Strasbourg, septembre-octobre 2016.
- Portals, La Fraise Gallery , Zurich, octobre-novembre 2022 [14].

## Réception critique
- « La lumière de ses tableaux est palpable, comme naturellement vécue. Ses effets de teintes grises, le fond de certaines de ses peintures sont vrais, recréant une correspondance directe entre la vie et la poésie moderne. Sa mythologie personnelle, par exemple dans Paysage avec chute d'Icare, montre son refus de s'inspirer du solennel dans ses inventions. Les lignes, très belles, donnent au tableau une unité absolue, parfaite qu'on dirait atteinte sans effort. L'apport et la source de Camille Claus nous paraissent résider non pas dans l'inconscient, mais dans l'imagination raisonnable, amoureuse du sujet, de l'anecdote qui fait que chaque tableau un sujet de rêve. » - Hubert Decaux[10]

## Conservation

### Collections publiques

#### France
- Bibliothèque municipale de Colmar[15].
- Musée historique de Haguenau, Autoportrait, huile sur toile, 100x91cm[15].
- Bibliothèque municipale de Mulhouse.
- Département des estampes et de la photographie de la Bibliothèque nationale de France, Paris[12].
- Bibliothèque humaniste de Sélestat, Guerre et paix, huile sur toile.
- Musée d'art moderne et contemporain de Strasbourg, Le silence, huile sur toile, 1995 ; Diogène, suite de neuf huiles sur toiles, 2003-2004.
- Musée historique de Strasbourg, Aux morts de Tambov, huile sur toile[16].
- Bibliothèque nationale et universitaire de Strasbourg[17].

#### Italie
- Galerie des Offices, Florence.

#### Sri Lanka
- Musée national de Colombo.

### Édifices religieux
- Église Saint-Michel, Gunstett[18].
- Chapelle Le Neuenberg d'Ingwiller[15].
- Église Saint-Jacques-le-Majeur de Kuttolsheim[15].
- Église Notre-Dame de la Paix, Sélestat, La vie du Christ, cinq huiles sur toile[19].
- Église du Christ Ressuscité de Strasbourg[15].
- Église de Wolfisheim[15].

### Collections privées
- Société des amis de la cathédrale de Strasbourg, La cathédrale de Strasbourg, huile sur toile[20].
- Jean-Louis Mandel[21].

## Prix et distinctions
- Chevalier de l'ordre des Arts et des Lettres, 1979.
- Oberrheinischer Kulturpreis (de) de la Fondation Goethe, Bâle, 1980.
- Citoyen d'honneur de la ville de Sélestat, 1986.
- Bretzel d'or de l'Institut des arts et traditions populaires d'Alsace, 2003.
- Président d'honneur de l'Association des artistes indépendants d'Alsace.

### Filmographie
- Jean-Marie Bœhm, Camille Claus : lignes de vie, Production Betacam SP, distribué par France 3 Alsace, 1996 (durée : 28 min).